# Nelson, Victoria
Nelson är en ort i Australien. Den ligger i kommunen Glenelg och delstaten Victoria, omkring 350 kilometer väster om delstatshuvudstaden Melbourne. Nelson ligger 13 meter över havet och antalet invånare är 226.
Runt Nelson är det mycket glesbefolkat, med 2 invånare per kvadratkilometer..
I omgivningarna runt Nelson växer i huvudsak städsegrön lövskog. Genomsnittlig årsnederbörd är 1 019 millimeter. Den regnigaste månaden är juni, med i genomsnitt 164 mm nederbörd, och den torraste är februari, med 28 mm nederbörd.